# Sint-Maria-Lierde
Sint-Maria-Lierde (fr. Lierde-Sainte-Marie) – dzielnica (deelgemeente) gminy Lierde w Belgii, w Regionie Flamandzkim, w prowincji Flandria Wschodnia, w okręgu Oudenaarde. Do 31 grudnia 1976 samodzielna gmina.

## Demografia
Liczba mieszkańców, stan na 1 stycznia:
| Rok                | 1930 | 1947 | 1961 | 2020 |
| ------------------ | ---- | ---- | ---- | ---- |
| Liczba mieszkańców | 2218 | 2160 | 2329 | 2530 |